# Henk Smits
Hendricus „Henk“ Smits (* 7. Mai 1947 in Baarlo (Provinz Limburg)) ist ein ehemaliger Radrennfahrer aus den Niederlanden.

## Sportliche Laufbahn
Mit dem Radsport begann Smits im Verein Olympia Baarlo. Er startete für die niederländischen Amateur-Radsportteams Ovis und Hebro-Flandria.
Bei der Internationalen Friedensfahrt 1973 gehörte Smits zum Team der Niederlande (mit Ewert Diepenveen, Cor Hoogedoom, Piet Legierse, Hermanus Lenferink und Cornelius Boersma). Beim Sieg von Ryszard Szurkowski belegte er den 41. Rang im Endklassement. Die Polen-Rundfahrt 1973 schloss er als 24. in der Gesamtwertung ab. 1976 startete er für die Niederlande im britischen Milk-Race.
Smits gewann 1974 die Gesamtwertung der Tour de Liège, wobei er eine Etappe gewann, wie auch 1975. Das Etappenrennen Tour de la Province de Namur konnte er ebenfalls 1974 für sich entscheiden. Bei der DDR-Rundfahrt 1974 wurde er Vierter und bester niederländischer Fahrer auf der 6. Etappe: Dessau – Nordhausen, 143 km, am 5. September 1974 und Fünfter und auch hier bester niederländischer Fahrer auf der 7. Etappe: Quer durch den Harz, 134 km, am 6. September 1974 (beide Etappen wurden ebenfalls als Harzrundfahrten gewertet). In der Gesamteinzelwertung wurde er als 14. klassiert.
1978 gewann Smits die 5. Etappe der Tour de la Province de Namur und ein Rennen in Belgien.